# 配位域

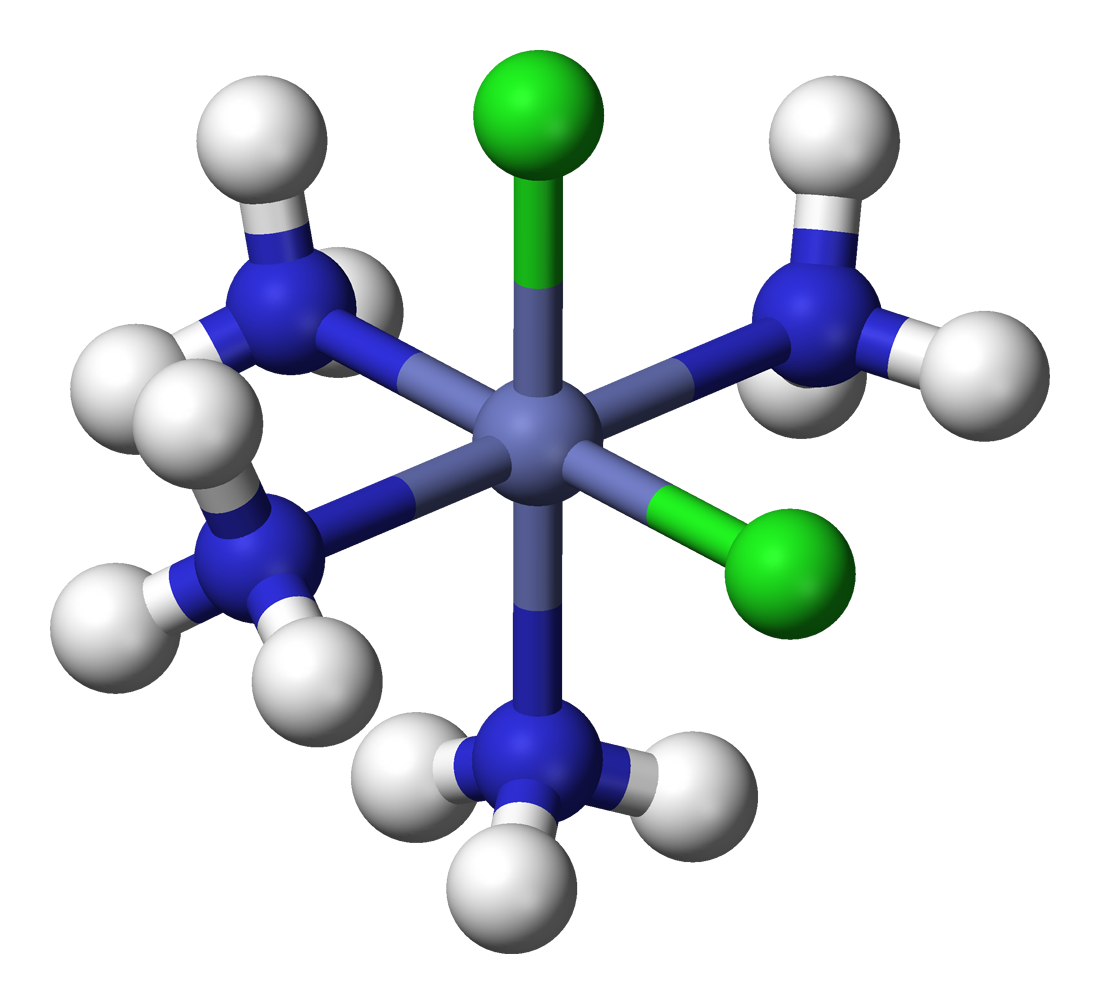
上图是一个cis-[CoCl_{2}(NH_{3})_{4}]^{+}
分子，其中NH_{3}和Cl基团围绕中心钴离子形成配位域。

在配位化学中 ，第一配位域是指直接与中心金属原子相连的分子和离子（ 配体 ）。 第二配位域指以各种方式连接到第一配位域的分子和离子。 

## 第一配位域
第一配位域指直接附着在金属上的那些分子。 第一和第二配位域之间的相互作用通常涉及氢键。 对于带电配合物来说， 离子的相互作用很重要。 

三氯化六氨合钴（III）是一种配位络合物，其中六个氨配体占据了Co^{3+}离子的第一配位域。

在三氯化六氨合钴（III） [Co(NH
3)
6]Cl
3中，钴离子和6个氨配体组成第一配位域。 这个离子的配位球由中央MN6核心组成，它向外辐射出18条N-H键。 

## 第二配位域

在结晶FeSO_{4}·7H_{2}O中，Fe^{2+}的第一配位域由六个水配体组成，而第二配位域由结晶水和硫酸盐组成 ，它们与[Fe(H_{2}O)_{6}]^{2+}中心相互作用。

金属离子可以描述为由两个同心的配位域组成，也就是第一配位域和第二配位域。 溶剂分子表现得更像本体溶剂，因为它离第二配位域更远。 对于第二配位域的模拟是计算化学的热点。第二配位域可以由离子（尤其是在带电络合物中），分子（尤其是氢与第一配位域中的配体连接的分子）或部分的配体主链组成。 与第一配位域相比，第二配位域对金属络合物的反应活性和化学性质的影响较小。 然而，第二配位领域仍然与理解金属络合物的反应有关，比如配体交换和催化的机理。 

### 在催化中的作用
金属蛋白的机制通常会调用该蛋白对第二配位域进行调节。例如，某些氢化酶的第二配位域中的胺辅因子有助于活化二氢底物。

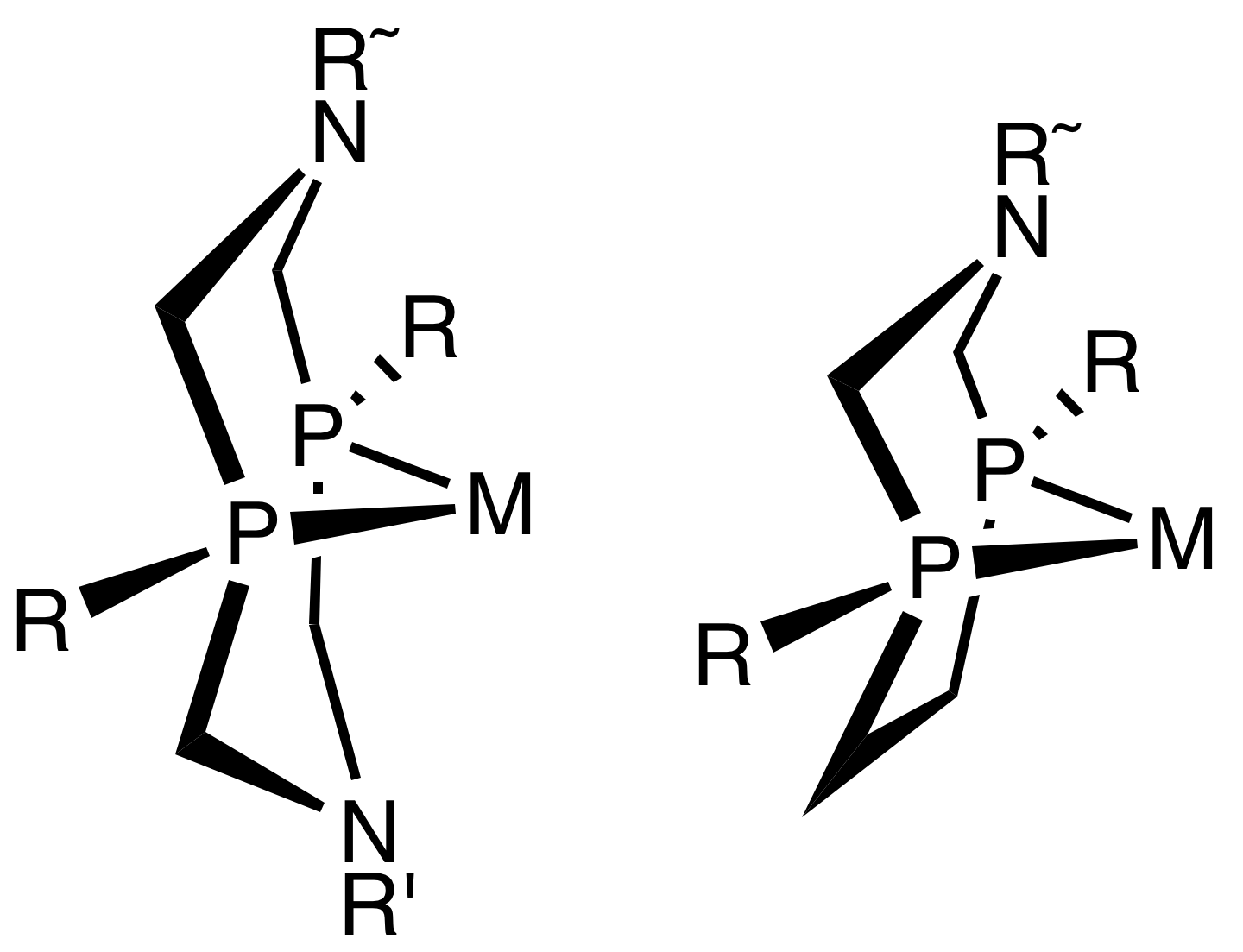
在1,5-二氮杂3,7-二磷环辛烷及其相关配体的金属配合物中，胺基占据了第二配位域。

### 在机械无机化学中的作用
第一配体和第二配体之间配体交换的速率是配体取代反应的第一步。 在缔合配体取代中 ，亲核试剂进入的是第二配位域。 这些影响与MRI中使用的造影剂这类实际应用有关。
内域电子转移反应的能量通过第二配位域来讨论。 一些质子耦合电子转移反应涉及反应物第二配位域之间的原子转移： 
[Fe(H
2O)
6]2+
 + [Fe(H
2O)
5(OH)]2+
  →  [Fe(H
2O)
6]3+
 + [Fe(H
2O)
5(OH)]2+

### 在光谱学中的作用
溶剂对颜色和稳定性的影响通常是因为第二配位域的变化。 在第一配位域中的配体是强氢键供体和受体，例如在[Co(NH
3)
6]3+
和[Fe(CN)
6]3−
配合物中，这种作用会非常明显。 冠醚通过其第二配位域与多胺络合物结合。 聚铵阳离子与氰基金属盐的氮中心相结合。 

### 在超分子化学中的作用
环糊精这样的大环分子通常充当金属络合物的第二配位域。  